# Tuim
Tuim é o nome comum dado à pequenas aves psitaciformes do género Forpus. As espécies do gênero se caracterizam pela coloração verde, e cauda curta, semelhantes aos periquitos, porém mais robustos. Na natureza, alimentam-se de sementes de grama e plantas herbáceas, bagas, frutos, brotos e, provavelmente, flores. Em cativeiro, comem mistura de sementes, frutas, verduras, legumes e ração comercial específica.
O nome tuim foi selecionado como nome vernáculo técnico para a espécie Forpus xanthopterygius pelo Comitê Brasileiro de Registros Ornitológicos (CBRO) em 2021.

## Etimologia
"Tuim" procede do termo tupi tu'i,no sentido de 'espécie de periquito'

## Reprodução
Botam de 3 a 7 ovos, que somente a fêmea choca por aproximadamente 18 dias. É ela também que os alimenta sozinha. Os filhotes saem do ninho a partir de 4 semanas de vida.

## Distribuição Geográfica
Amplamente distribuído no Brasil, ocorre no nordeste, leste e sul do Brasil até o Paraguai e Bolívia; também no alto Amazonas até o Peru e Colômbia. 

## Descrição
É o menor psitacídeo do Brasil. O macho é verde com uma grande área azul na asa e no baixo dorso. A fêmea é totalmente verde, ligeiramente mais pálida e mais amarelada nas partes ventrais. O bico é cor de marfim e cinza na base da mandíbula superior. Íris marrom-escura e patas cinza. O peso máximo é aproximadamente 26 gramas. O seu tamanho máximo é 12 centímetros. A expectativa média de vida é de 15 anos.

## Espécies
- Forpus cyanopygius (Souance, 1856)

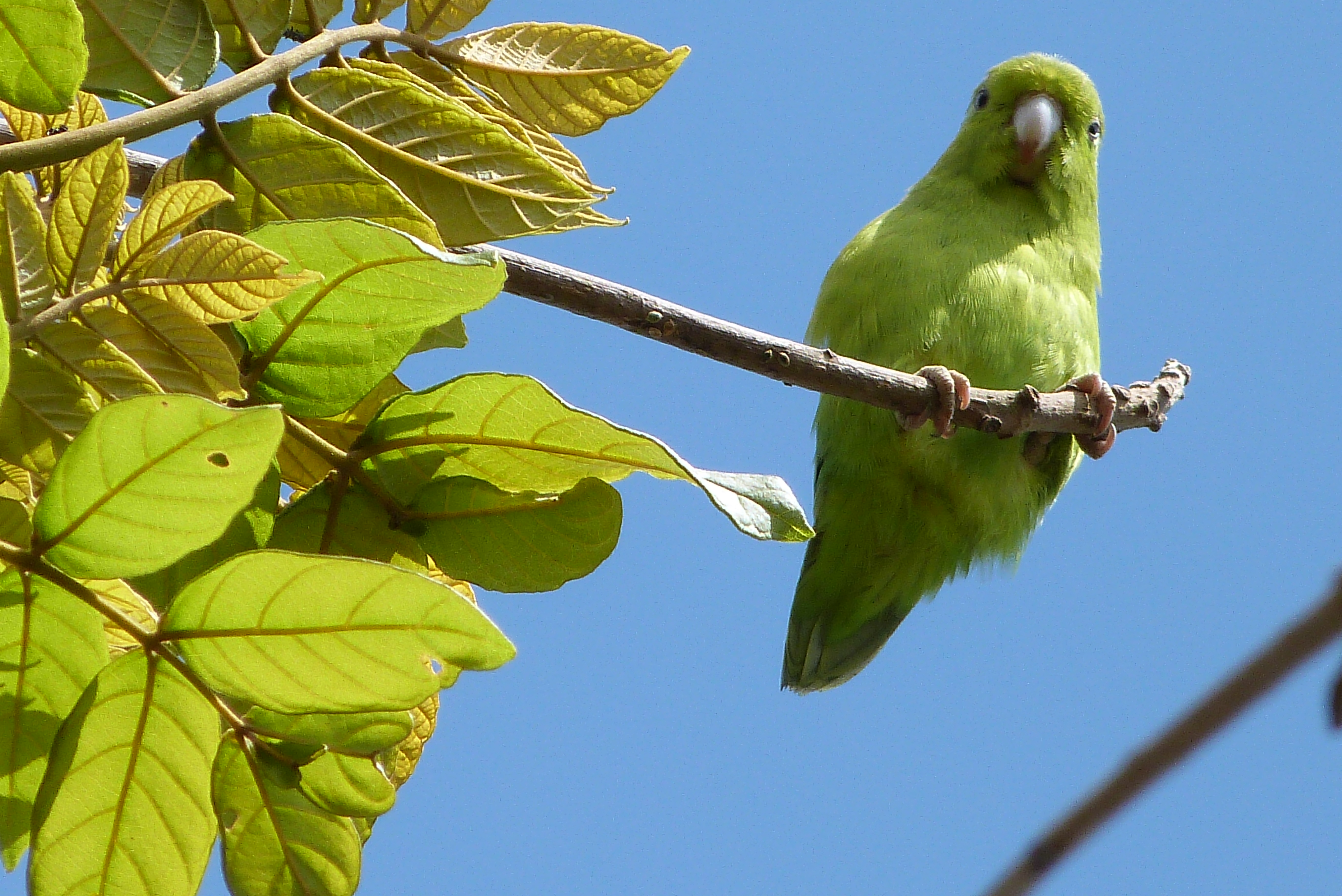
Forpus coelestes

- Forpus passerinus (Linnaeus, 1758) - tuim-santo
  - Forpus passerinus vividus
- Forpus xanthopterygius (Spix, 1824) - tuim-comum
- Forpus conspicillatus (Lafresnaye, 1848) - Tuim-da-colômbia
- Forpus modestus (Cabanis,1848) - tuim-de-bico-escuro
- Forpus coelestis (Lesson, 1847)
- Forpus xanthops (Salvin, 1895)